# Ophiuche perna
Ophiuche perna är en fjärilsart som beskrevs av Felder. Ophiuche perna ingår i släktet Ophiuche och familjen nattflyn. Inga underarter finns listade i Catalogue of Life.